# Valea Măcrișului
Valea Măcrișului is een Roemeense gemeente in het district Ialomița.
Valea Măcrișului telt 1897 inwoners.